# راميبريل
راميبريل (بالإنجليزية: Ramipril)‏ من خافضات ضغط الدم من زمرة مثبط الأنزيم المحول للأنجيوتنسين

## آلية التأثير
يمنع بشكل تننافسي الأنزيم المحول للأنجيوتنسين 1 من تحويل الأنجيوتنسين 1إلى الأنجيوتنسين 2 وهو مادة مقبضة قوية للأوعية الدموية ويحرض تحرر الألدستيرون.
والنتائج السريرية لهذا المنع التنافسي لهذا الأنزيم تشمل انخفاض ضغط الدم وانخفاض الصوديوم والاحتفاظ بالسوائل غير المباشر بسبب تثبيط الألدوستيرون وزيادة إدرار البول.

## الاستعمالات
يستعمل الإنالأبريل لعلاج فرط ضغط الدم ولعلاج المرضى المستقرين ممن لديهم علامات فشل القلب الاحتقاني خلال الأيام الأولى بعد تجاوز احتشاء العضلة القلبية الحاد، ويستعمل لخفض اخطار نشوء حادث وعائي قلبي كبير في المرضى بعمر 55 عاماً أو أكثر مع تاريخ مرض أوعية إكليلية أو سكتة أو مرض وعائي محيطي أو سكري مترافق مع عامل اختطار أو أكثر للإصابة القلبية الوعائية (مثلاً : ارتفاع ضغط الدم، أو ارتفاع الكولسترول الكلّي ، أو انخفاض البروتين الشحمي مرتفع الكثافة HDL، أو التدخين، أو ثبوت البيلة البروتينية المجهرية)؛ ويستخدم لخفض اخطار احتشاء العضلة القلبية، والسكتة، والوفاة بالسبب القلبي الوعائي.

## الجرعة
في حال استخدامه لخفض اختطار الاحتشاء والسكتة والموت بالأسباب القلبية الوعائية: يعطى فموياً 2,5 ملغ يومياً لأسبوع ثم 5 ملغ كل يوم لمدة 3 أسابيع، ويزاد بعد ذلك بقدر التحمل إلى جرعة الصيانة (الاستمرار): 10 ملغ كل يوم أو تجزأ الجرعة إن كان المريض مصاب بفرط الضغط الدموي أو خرج مؤخراً من احتشاء عضلة قلبية.
أما فرط ضغط الدم فالجرعة الأولية 2.5 ملغ يومياً وجرعة المداومة 2.5 ملغ إلى 20 ملغ يومياً كجرعة واحدة أو على جزئين.
جرعة مرضى الاختلال الكلوي : 1.25 ملغ للمرضى بتصفية كرياتنين أقل من 40 مل في الدقيقة (مستوى كرياتنين المصل أعلى من 2.5 ملغ في الديسلتر) وأعلى جرعة مسموحة 5 ملغ في اليوم.
فشل القلب بعد احتشاء العضلة القلبية : 2.5 ملغ مرتين يومياً ويخفض إلى 1.25 ملغ مرتين يومياً إن حدث هبوط في الضغط. وننتقل بالتدريج إلى الجرعة الهدف وهي 5 ملغ يومياً مرتين يومياً.

## التآثرات (التداخلات)
ألوبيورينول تزداد احتمالية فرط التحسس بتناولهما معاً
مضادات الحموضة قد ينخفض التوافرالحيوي لراميبريل، ولذلك يجب فصل تناول مضاد الحموضة عن وقت تناول الراميبريل بساعة أو ساعتين.
ديجوكسين زيادة مستويات الديجوكسين بالدم.
الإندوميتاسين التأثيرات الخافضة للضغط قد تنقص
الليثيوم زيادة مستويات الليثيوم واحتمال ظهور عوارض التسمم بالليثيوم.
مدرات عروية : قد ينقص تأثير المدر العروي.
البوتاسيوم ومدرات مستبقية للبوتاسيوم قد تزيد مستويات البوتاسيوم في المصل

## التفاعلات الضارة
القلبية الوعائية: انخفاض الضغط
جملة عصبية مركزية: ألم رأس دوخة، تعب.
الدم: نقص الهيموغلوبين، والهيموكندريا، قلة الكريات البيض، وكثرة اليوزينيات، فرط بوتاسيوم الدم.
التنفس: وذمة وعائية عصبية، وضيق النفس، الربو، تشنج القصبات، عدوى الطرق التنفسية العلوية، سعال.
قد يحدث وهن، حرارة، أو فرط تحسس، أو تناذر مشابه للأنفلونزا أو تفاعل تأقاني.

## احتياطات
الحمل : من الفئة د (في الأثولوث الثاني والثالث)، ومن الفئة ج (الأثلوث الأول). وتوقف الاسنخدام في المريضة الحامل قد أدى إلى حدوث أذيات للجنين ووفيات. ولهذا يجب ملاحظة الوليد الذي تعرض للدواء في الرحم.
الإرضاع : لم يحدد أثر الدواء في الإرضاع.
الأطفال : لم يؤكد الفعالية والسلامة.
وذمة وعائية : قد تحدث؛ ولذلك يجب استعمال الدواء بحذر شديد عن المرضى الذين لديهم تاريخ عائلي للإصابة بالوذمة الوعائية.
سعال : قد يحدث سعال مزمن أثناء العلاج، واحتمال حدوث هذا السعال أكبر عند النساء.
انخفاض الضغط من أول جرعة : قد تحدث انخفاضات ضغط كبيرة من أول جرعة وبالأخص في المرضى المستنفدين من الملح أو الحجم (حجم الدم) كمستخدمي المدرات أو المصابين بالفشل القلبي.
حدث أحياناً قلة العدلات وندرة المحببات والاختطار يزيد مع الاعتلال الكلوي والفشل القلبي وكبت المناعة؛ ولهذا يراقب تعداد الكريات البيض بشكل متكرر.
الاختلال الكلوي تخفض جرعة الدواء وعدد مرات إعطائها، وفي القصور الكلوي توجد مستويات مرتفعة من آزوت اليوريا الدموي وكرياتنين المصل بسبب من إرواء الكلية غير الكافي؛ ولذا راقب الوظيفة الكلوية خلال الأسابيع الأولى من المعالجة وعدل الجرعة.

## إرشادات
- يمكن عند الضرورة حل محتوى الكبسولة على أن يتم تناوله كله وخلا 24 ساعة أو 48 ساعة مع الحفظ بالتبريد
- إذا كان المريض يتناول مدرات عليه إيقافها قبل يومين إلى ثلاثة أيام من بدء العلاج بالراميبريل، وإن تعذر إيقاف المدر يجب إنقاص جرعة الراميبريل المتناول.
- راقب ضغط المريض لمدة ساعتين أو أكثر من بداية العلاج، وكل أسبوعين خلال المعالجة.
- حدوث انخفاض كبير في الضغط الدموي يستدعي الاتصال بالطبيب ومتابعة تعليماته.
- يجب الانتباه إلى أن مرضى الفشل القلبي المزمن قد يصابون بالفشل الكلوي أثناء العلاج بمثبط الأنزيم المحول للأنجيوتنسين
- راقب وجود بيلة بروتينية كل شهر
- يراقب تعداد كريات الدم وخمائر الكبد ووظائف الكلية قبل وأثناء العلاج
- حافظ على توازن السوائل زيادة ونقصاناً
- اتصل بالطبيب إذا حصل دوار أو دوخة أو تعب.
- استخدم وسائل علاج فرط ضغط الدم الطبيعية كخفض وزن الجسم وأداء التمارين وتحمل الكرب والتوقف عن التدخين
- يجب ألا ينهض المريض أو يغير وضعه بسرعة
- ينبه المريض ألا يستخدم أدوية تباع دون وصفة قبل استشارة طبيبه

## اقرأ أيضا
- خافضات ضغط الدم
- فيراباميل
- أملودبين
- أتينولول
- فوزينوبريل
- إنالابريل
- كابتوبريل